# Dwingeloo 1
Dwingeloo 1 (również Cassiopeia 2) – galaktyka spiralna z poprzeczką znajdująca się w gwiazdozbiorze Kasjopei w odległości 9,1 mln lat świetlnych od Ziemi.
Została odkryta w 1994 roku przez zespół astronomów Kraan-Kortewega, Loana, Burtona, Lahava, Fergusona, Henninga i Lynden-Bella, korzystających z radioteleskopu Dwingeloo Radio Telescoop w Holandii. Galaktyka ta znajduje się w strefie unikania i w dużym stopniu jest zakryta przez Drogę Mleczną.
Dwingeloo 1 należy do grupy galaktyk Maffei. Jest trzecią większą galaktyką odkrytą w tej grupie. Wkrótce po odkryciu Dwingeloo 1 został odkryty jej mniejszy satelita – galaktyka Dwingeloo 2.